# Comuna Scorțaru Nou, Brăila
Scorțaru Nou este o comună în județul Brăila, Muntenia, România, formată din satele Deșirați, Gurguieți, Nicolae Bălcescu, Pitulații Noi, Scorțaru Nou (reședința) și Sihleanu.

## Așezare
Comuna se află în nord-vestul județului, pe ambele maluri ale râului Buzău. Este străbătută de șoseaua județeană DJ202B, care o leagă spre nord-est de Măxineni și spre sud de Gemenele și Movila Miresii. Din acest drum, la Scorțaru Nou se ramifică șoseaua DJ202D, care trece Buzăul și duce spre est către Râmnicelu.

## Demografie
Componența etnică a comunei Scorțaru Nou
     Români (90,78%)
     Romi (1,38%)
     Alte etnii (0,28%)
     Necunoscută (7,56%)
Componența confesională a comunei Scorțaru Nou
     Ortodocși (90,14%)
     Alte religii (0,28%)
     Necunoscută (9,59%)
Conform recensământului efectuat în 2021, populația comunei Scorțaru Nou se ridică la 1.085 de locuitori, în scădere față de recensământul anterior din 2011, când fuseseră înregistrați 1.261 de locuitori. Majoritatea locuitorilor sunt români (90,78%), cu o minoritate de romi (1,38%), iar pentru 7,56% nu se cunoaște apartenența etnică. Din punct de vedere confesional, majoritatea locuitorilor sunt ortodocși (90,14%), iar pentru 9,59% nu se cunoaște apartenența confesională.

## Politică și administrație
Comuna Scorțaru Nou este administrată de un primar și un consiliu local compus din 9 consilieri. Primarul, Nicușor Vasilache[*], de la Partidul Național Liberal, este în funcție din 2016. Începând cu alegerile locale din 2024, consiliul local are următoarea componență pe partide politice:
|  | Partid                          | Consilieri | Componența Consiliului | Componența Consiliului | Componența Consiliului | Componența Consiliului | Componența Consiliului | Componența Consiliului |
|  | ------------------------------- | ---------- | ---------------------- | ---------------------- | ---------------------- | ---------------------- | ---------------------- | ---------------------- |
|  | Partidul Național Liberal       | 6          |                        |                        |                        |                        |                        |                        |
|  | Partidul Social Democrat        | 2          |                        |                        |                        |                        |                        |                        |
|  | Alianța pentru Unirea Românilor | 1          |                        |                        |                        |                        |                        |                        |

## Istorie
La sfârșitul secolului al XIX-lea, comuna Scorțaru Nou făcea parte din plasa Vădeni a județului Brăila, și era formată din cătunele Pitulați, Scorțaru Nou, Deșirați și Sihleanu cu o populație totală de 2085 de locuitori. În comună funcționau 3 școli mixte și o biserică ridicată de Filoftei, episcopul Buzăului în 1830. Pe teritoriul actual al comunei era organizată și comuna Gurgueți, formată doar din satul de reședință, și cu târlele Morari, Coada Encii, Epurica și Jilova, cu o populație totală de 814 locuitori; comuna Gurgueți avea o școală mixtă datând din 1858, o moară de aburi și o biserică ortodoxă zidită în 1878.
În 1925, comuna era inclusă în plasa Ianca a aceluiași județ, și era formată din satele Deșirați, Gemenele, Pitulații Noi, Pitulații Vechi, Scorțaru Nou, Sihleanu și cătunul Ciumați, cu o populație totală de 4196 de locuitori. Comuna Gurgueți fusese desființată, iar satul Gurgueți fusese arondat comunei Latinu.
O nouă reformă administrativă efectuată în 1931 a dus la alte schimbări: comuna Gurgueți a reapărut (cu satele Gurgueți și Sihleanu); Scorțaru Nou a rămas cu satele Scorțaru Nou și Deșirați; satul Gemenele s-a separat, formând o comună separată); satele Pitulații Noi și Pitulații Vechi au format comuna Pitulați, transferată județului Râmnicu Sărat.
În 1950, comuna Scorțaru Nou a fost arondată raionului Brăila din regiunea Galați, iar în 1968 a revenit la județul Brăila, căpătând actuala configurație (adăugându-i-se satele Gurguieți, Pitulații Noi și Pitulații Vechi.

## Personalități
- Ion N. Băncilă (1901 - 2001), geolog profesor universitar, membru al Academiei Române.